# È andata così (Loredana Bertè)
È andata così è un singolo di Loredana Bertè, pubblicato l'11 marzo 2016.
Il brano, che anticipa l'uscita dell'album Amici non ne ho... ma amiche sì!, è stato composto da Luciano Ligabue. Il testo rappresenta un po' un resoconto della carriera della Bertè e l'intenzione di volerla proseguire ancora.
Il Download digitale, disponibile dall'11 marzo 2016, ha raggiunto l'11ª posizione su iTunes.

## Video musicale
In concomitanza con il lancio del singolo, è stato pubblicato il video ufficiale attraverso il canale YouTube della Warner Music Italy.